# Ljudstvo Muisca
Muisca (imenovani tudi Čibča) so avtohtono ljudstvo in kultura Altiplano Cundiboyacense v Kolumbiji, ki je pred španskim osvajanjem oblikovala Konfederacijo Muisca. Ljudje so govorili Muysccubun, jezik jezikovne družine Čibča, imenovan tudi Muysca in Mosca. Nanje so naleteli konkvistadorji, ki jih je v času osvajanja leta 1537 naročil Španski imperij. Podskupine Muisca so bile večinoma opredeljene po njihovi zvestobi trem velikim vladarjem: zaque, s središčem v Hunzi, ki je vladal ozemlju, ki približno pokriva sodobno južno in severovzhodno Boyacá in južni Santander; zipa s središčem v Bacati in obsega večino sodobne Cundinamarce, zahodni Llanos; in iraca, verski vladar Suamoxa in sodobne severovzhodne Boyacá in jugozahodnega Santanderja.
Ozemlje Muisca se je raztezalo na območju okoli 25.000 km² od severa Boyacá do Sumapaz Páramo in od vrhov do zahodnega dela Vzhodnega pogorja. Njihovo ozemlje je mejilo na dežele ljudstev Panche na zahodu, Muzo na severozahodu, Guane na severu, Lache na severovzhodu, Achagua na vzhodu in Sutagao na jugu.
V času vdora Špancev je bilo območje zelo naseljeno, čeprav natančno število prebivalcev ni znano. Ocene se gibljejo od pol milijona do tri milijone prebivalcev. Njihovo gospodarstvo je temeljilo na kmetijstvu, rudarstvu soli, trgovini, obdelavi kovin in obrti.
V sodobnem času se je prebivalstvo Muisca drastično zmanjšalo, čeprav so v občinah in okrožjih Cota, Chía, Tenjo, Suba, Engativá, Tocancipá, Gachancipá in Ubaté prisotni potomci Muisca. Popis, ki ga je opravilo Ministrstvo za notranje zadeve leta 2005, je zagotovil skupno 14.051 ljudi Muisca v Kolumbiji.
K znanju o Muiscah so pomembno prispevali: njihov glavni konkvistador Gonzalo Jiménez de Quesada; španski pesnik, vojak in duhovnik Juan de Castellanos (16. stoletje); škof Lucas Fernández de Piedrahita in frančiškan Pedro Simón (17. stoletje); ter Javier Ocampo López in Gonzalo Correal Urrego (nedavni).

## Zgodovina ljudstva Muisca
Poznavanje dogodkov do leta 1450 je v glavnem izpeljano iz mitoloških kontekstov, vendar imamo po zaslugi Kronike Zahodne Indije opise zadnjega obdobja zgodovine ljudstva Muisca, pred prihodom Špancev.

### Ozadje
Izkopavanja v Altiplano Cundiboyacense (višavje departmajev Cundinamarca in Boyacá) kažejo dokaze o človeški dejavnosti od arhaične faze na začetku holocenske dobe. Kolumbija ima eno najstarejših arheoloških najdišč v Ameriki: El Abra, ki je ocenjena na približno 13.000 let. Druge arheološke sledi v regiji Altiplano Cundiboyacense so znanstvenike pripeljale do tega, da govorijo o kulturi El Abra: v Tibitóju orodja in drugi kamniti artefakti segajo v leto 9740 pred našim štetjem; v savani Bogotá, zlasti pri slapu Tequendama, so bila najdena druga kamnita orodja, stara tisočletje pozneje, ki so pripadala specializiranim lovcem. Človeška okostja so bila najdena iz leta 5000 pred našim štetjem. Analiza je pokazala, da so bili ljudje pripadniki kulture El Abra.

### Muisca era
Znanstveniki se strinjajo, da se je skupina, identificirana kot Muisca, preselila v Altiplano Cundiboyacense v dobi oblikovanja (med 1000 pred našim štetjem in 500 n. št.), kot kažejo dokazi, najdeni v krajih Aguazuque in Soachi. Tako kot druge ameriške kulture iz obdobja formacije so Muiscas prehajali med lovci in nabiralci in postajali kmetje. Okoli leta 1500 pred našim štetjem so iz nižin v regijo prišle skupine kmetovalcev s keramično tradicijo. Imeli so stalna bivališča in stacionarna taborišča ter so obdelovali slano vodo za pridobivanje soli. V Zipacónu so dokazi o kmetijstvu in keramiki. Najstarejša naselbina v visokogorju je iz leta 1270 pred našim štetjem. Med letoma 800 in 500 pred našim štetjem je v visokogorje prišel drugi val migrantov. Njihovo prisotnost prepoznamo po večbarvni keramiki, stanovanjih in kmetijah. Te skupine so bile še vedno v bivališču ob prihodu španskih osvajalcev. Pustili so obilo sledi svojega poklica, ki so jih preučevali že od 16. stoletja in omogočajo znanstvenikom, da rekonstruirajo njihov način življenja. Možno je, da so se Muisca povezali s starejšimi prebivalci, vendar so bili Muisca tisti, ki so oblikovali kulturni profil ter družbeno in politično organizacijo. Njihov jezik, narečje Čibča, je bil zelo podoben tistim ljudstvom iz Sierra Nevada de Santa Marta (Kogui, Ijka, Wiwa in Kankuamo) in Sierra Nevada del Cocuy (U'wa).

## Politična in upravna organizacija
Ljudje Muisca so bili organizirani v konfederacijo, ki je bila ohlapna zveza držav, od katerih je vsaka ohranila suverenost. Konfederacija ni bila kraljestvo, saj ni bilo absolutnega monarha, niti ni bil imperij, ker ni prevladoval nad drugimi etničnimi skupinami ali narodi. Konfederacijo Muisca je težko primerjati z drugimi ameriškimi civilizacijami, kot sta azteški ali Inkovski imperij. Konfederacija Muisca je bila ena največjih in najbolje organiziranih konfederacij plemen na južnoameriški celini.
Vsakemu plemenu znotraj konfederacije je vladal poglavar ali cacique. Večina plemen je bila del etnične skupine Muisca, ki je delila isti jezik in kulturo ter tvorila odnose s trgovino. Združili so se pred skupnim sovražnikom. Vojska je bila v pristojnosti zipa ali zaque. Vojsko so sestavljali güeches, tradicionalni starodavni bojevniki Muisca.
Konfederacija Muisca je obstajala kot zveza dveh manjših konfederacij. Južna konfederacija, ki jo je vodil zipa, je imela glavno mesto v Bacati (danes Bogotá). Ta južna država je vključevala večino prebivalstva Muisca in je imela večjo gospodarsko moč.
Severnemu ozemlju je vladal zaque, glavno mesto pa je imelo v Hunzi, danes znani kot Tunja. Čeprav sta obe območji imeli skupne politične odnose in sorodnosti in sta pripadali istemu plemenskemu narodu, so med njima še vedno obstajala rivalstva. Med ozemlji so bila štiri poglavarstva: Bacata, Hunza, Duitama in Sogamoso. Poglavarstvo je bilo sestavljeno iz krajev. Plemena so bila razdeljena na Capitanías (vladal je kapitan). Bili sta dve vrsti: Velika kapitanija (sybyn) in mala kapitanija (uta). Status kapitana se je podedoval po materini liniji.

## Jezik
Čibča, znan tudi kot muysca, mosca ali muysca cubun, spada v skupino jezikov Čibča. Govorili so ga v več regijah Srednje Amerike in na severu Južne Amerike. Kultura Tairona in U'wa, povezana s kulturo Muisca, govorita podobne jezike, kar je spodbujalo trgovino. Muisca je za številke uporabljala obliko hieroglifov.
Številne besede Čibča so bile absorbirane ali "posojene" v kolumbijsko španščino:
- Geografija: Ohranjenih je bilo veliko imen krajev in regij. V nekaterih primerih so Španci poimenovali mesta s kombinacijo čibča in španskih besed, kot je Santa Fe de Bogotá (čibča: Bacatá). Večina občin departmajev Boyacá in Cundinamarca izhaja iz imen čibča: Chocontá, Sogamoso, Zipaquirá in mnoga druga.
- Sadje, kot sta curuba in uchuva.
- Odnosi: najmlajšemu otroku se reče cuba ali china za deklico; muysca pomeni ljudje.

## Gospodarstvo
Muisca so imeli gospodarstvo in družbo, ki sta veljali za eno najmočnejših ameriške postklasične faze, predvsem zaradi dragocenih virov tega območja: zlata in smaragdov. Ko so Španci prispeli na ozemlje ljudstva Muisca, so našli bogato državo, pri kateri je Konfederacija nadzorovala rudarjenje naslednjih izdelkov:
- smaragdi: Kolumbija je glavni proizvajalec smaragdov na svetu
- baker
- premog: premogovniki delujejo še danes v Zipaquirá in drugih lokacijah. Kolumbija ima nekatere najpomembnejše zaloge premoga na svetu.[6]
- sol: rudniki so bili v proizvodnji v Nemocónu, Zipaquirá in Tausi
- zlato: zlato so uvažali iz drugih regij, vendar ga je bilo tako v izobilju, da je postalo prednostni material za ročno delo Muisca. K legendi o El Doradu so prispevali številni rokodelski izdelki iz zlata in tradicija darovanja zlata boginji Guataviti.

Muisca so trgovali s svojim blagom na lokalnih in regionalnih trgih po sistemu menjave. Predmeti, s katerimi se je trgovalo, so segali od predmetov osnovne potrebe do luksuznega blaga. Obilje soli, smaragdov in premoga je to blago pripeljalo do de facto statusa valute.
Z razvojem agrarne družbe so ljudje uporabljali terasno kmetovanje in namakanje v visokogorju. Glavni proizvodi so bili sadje, koka, kvinoja, juka in krompir.
Druga pomembna gospodarska dejavnost je bilo tkalstvo. Ljudje so izdelovali najrazličnejše zapletene tekstilije. Učenjak Paul Bahn je dejal: »Andske kulture so obvladale skoraj vse metode tekstilnega tkanja ali dekoracije, ki so zdaj znane in njihovi izdelki so bili pogosto boljši od današnjih.«
- Ruševine astronomskega templja pri El Infiernito blizu Villa de Leyva
- Spomenik Bochici v mestu Cuítiva, departma Boyacá
- Kip vodne boginje Sie identificiran z Bachué
 V kamen vklesala bogotanska kiparka María Teresa Zerda
- Rekonstrukcija sončnega templja
Arheološki muzej, Sogamoso
- Muisca raft iz El Dorada
Muzej zlata, Bogotá
- Model Muisca hiš
 Arheološki muzej, Sogamoso

## Kultura
Muisca je bila agrarna in keramična družba Andov na severu Južne Amerike. Njihova politična in upravna organiziranost jim je omogočila, da so z veliko disciplino oblikovali kompaktno kulturno enotnost. V španščini se imenuje cultura muisca.
Kultura Muisca je veliko prispevala k kolumbijski nacionalni identiteti.

### Religija
Muisca duhovniki so bili izobraženi že od otroštva in so vodili glavne verske obrede. V templje so lahko vstopili samo duhovniki. Poleg verskih dejavnosti so imeli duhovniki velik vpliv v življenju ljudi, saj so svetovali pri kmetijskih in vojnih zadevah. Vera je prvotno vključevala človeško žrtvovanje, vendar je ta praksa morda izumrla v času španskega osvajanja, saj španskih poročil iz prve roke ni.
Ustno izročilo namiguje, da je vsaka družina dala otroka za žrtvovanje, da so otroci veljali za svete in so zanje skrbeli do 15. leta, ko je bilo njihovo življenje nato ponujeno bogu sonca Sué.

#### Astronomija
Kult Muisca je bil osredotočen na dve glavni božanstvi; Sué za Sonce in Chía za Luno. Razvili so vigesimalni koledar (na podlagi 20) in natančno poznali čas poletnega solsticija (21. junij), ki so ga šteli za dan Suéja, boga sonca. Tempelj Sué je bil v Sogamosu, svetem mestu Sonca in sedežu Iraca (duhovnika). Ime mesta Muisca, Suamox ali Sugamuxi, pomeni "mesto sonca". Na solsticij je zaque odšel v Suamox na velik festival, kjer so bile obredne daritve. To je bil edini dan v letu, ko je zaque pokazal svoj obraz, saj je veljal za potomca boga sonca.

### Mitologija
Mitologija Muisca je dobro dokumentirana. Številni pisatelji, ki so prispevali k Chronicles of the West Indies, so imeli sedež v Bogoti. Zabeležili so številne mite, saj so jih zanimala izročila in kultura osvojenih ljudi. Ozemlje Muisca je postalo sedež kolonialne uprave Novega kraljestva Granada (špansko Nuevo Reino de Granada).

### El Dorado
Izvor legende o El Doradu (špansko "Zlati") v zgodnjem 16. stoletju se morda nahaja v Konfederaciji Muisca. Zipa je boginji Guatavita ponudil zlato in druge zaklade. Za to se je zipa pokril z zlatim prahom in ga spral v jezeru, medtem ko je v vodo metal zlate predmete. Ta tradicija je bila dobro znana zunaj Konfederacije, vse do Karibskega morja; Špance so pritegnile zgodbe o »zlatem mestu«, ki ga ni bilo. Avtohtoni prebivalci so se včasih na ta način znebili pohlepnih Špancev in jih usmerili v smeri drugih ljudstev. Jezero Guatavita so raziskovali konkvistadorji, ki so iskali zlate daritve. Legenda je rasla, dokler ni postal metafora za kateri koli kraj, kjer je mogoče najti ali ustvariti veliko bogastvo.

### Arhitektura
Muisca niso gradili velikih kamnitih struktur. Niso uporabili kamna, da bi zapustili monumentalne ruševine, kot se je zgodilo z drugimi ameriškimi kulturami. Njihove hiše so bile zgrajene iz materialov, kot so glina, trs in les. Hiše so imele stožčasto obliko, večina do te mere, da je Gonzalo Jiménez de Quesada, ustanovitelj Bogote, dal območju ime Valle de los Alcázares (Dolina palač). Hiše so imele majhna vrata in okna, stanovanja višjih meščanov pa so bila različna. Muisca je uporabljali malo pohištva, saj so običajno sedeli na tleh.

## Španska osvojitev
Tekmovanje med zaque in zipo so izkoristili Španci, ko so osvojili osrčje Kolumbije. Nekateri od njih, kot so Sebastián de Belalcázar, Gonzalo Jiménez de Quesada in Nicolás de Federman, ki jih zanima lociranje El Dorada, so odkrili bogate ravnice Cundinamarca in Boyacá. Prisotnost Špancev je obema poglavarjema dajala upanje, da bi, če bi sestavila eno konfederacijo, lahko zmagala v vojni proti Špancem. A zmagali so Španci.
Reakcija glavnih voditeljev in ljudi je malo spremenila usodo konfederacije. Španci so usmrtili zadnja vladarja Muisca, Sagipa in Aquiminzaque, leta 1539 oziroma 1540. Leta 1542 je Gonzalo Suárez Rendón končno zadušil zadnji odpor in ozemlja konfederacije so si delili Belalcazar, Federmann in De Quesada. Kasneje bi španska krona izvolila De Quesado za odgovornega z naslovom adelantado de los cabildos de Santa Fe y Tunja.

### Neodvisnost Kolumbije
Po osamosvojitvi leta 1810 je nova država razpustila številne avtohtone rezervate. Tisti v Tocancipá je bil razpuščena leta 1940.[12] Tisti v Sesquiléju je bil zmanjšan na 10 % prvotne velikosti. Tenjo je bil po letu 1934 zmanjšan na 54 % prvotne velikosti. Rezervat Cota je bil ponovno ustanovljen na zemljišču, ki ga je skupnost kupila leta 1916, nato pa ga je priznala ustava iz leta 1991; priznanje je leta 1998 država umaknila in ga leta 2006 obnovila.
Leta 1948 je država prepovedala proizvodnjo čiče, alkoholne pijače na osnovi koruze. To je bil udarec za kulturo in gospodarstvo Muisca. Prepoved je ostala do leta 1991. Od takrat se Festival čiče, koruze, življenja in veselja vsako leto praznuje v Barrio La Perseverancia, soseski v Bogoti, kjer se proizvaja večina čiče.
Od leta 1989 poteka proces rekonstrukcije domorodnih svetov s strani preživelih članov kulture Muisca. Sveti Muisca, ki trenutno delujejo, so Suba, Bosa, Cota, Chía in Sesquilé. Sveti so imeli skupščino v Bosi 20.–22. septembra 2002, imenovano Prvi generalni kongres ljudstva Muisca. Na tem kongresu so ustanovili Cabildo Mayor del Pueblo Muisca, ki je povezan z Nacionalno organizacijo domorodcev Kolumbije (ONIC). Predlagali so jezikovno in kulturno okrevanje, obrambo ozemlja, ki ga danes zasedajo drugi, ter predlagali urbanistične in turistične načrte. Podpirajo skupnosti Ubaté, Tocancipá, Soacha, Ráquira in Tenjo pri njihovih prizadevanjih za povrnitev njihovih organizacijskih in človekovih pravic.
Ljudje Muisca iz Sube so nasprotovali izsušitvi mokrišča Tibabuyes in so želeli obnoviti mokrišče Juan Amarillo. Branili so naravne rezervate, kot je La Conejera, del hribovja Suba, ki ga Svet zavetišča šteje za komunalno zemljišče. Revija Suati (Pesem sonca) je publikacija poezije, literature in esejev o kulturi Muisca.
Skupnost Bosa je v svojem projektu naravne medicine v sodelovanju z bolnišnico Pavla VI. in okrožnim sekretarjem za zdravje Bogote dosegla pomembne dosežke. Skupnost Cota je ponovno uvedla gojenje kvinoje in redno menja svoje izdelke na trgu.
Proti koncu leta 2006 je bilo poročilo o populaciji Muisca:
- 3 sveti Muisca: Cota, Chía in Sesquilé z 2318 prebivalci
- v glavnem okrožju je 5186 oseb vpisanih v etnično skupino Musica
- v krajih Suba in Bosa je prijavljenih 1573 oseb
- poročilo ne vključuje števila ljudi etnične skupine Muisca na celotnem ozemlju starodavne konfederacije Muisca ali zunaj tega ozemlja. Ne vključuje kreolskih oseb Muisca, torej tistih mešanega porekla Muisca.